# برلمان توفالو
برلمان توفالو (بالإنجليزية: Parliament of Tuvalu)‏ هو الهيئة التشريعية في توفالو، الذي تأسس في أكتوبر 1975، ويتكون من 15 مقعداً.